# Hinzuanius
Hinzuanius – rodzaj kosarzy z podrzędu Laniatores i rodziny Biantidae. Jest trzecim co do liczebności w gatunki rodzajem Biantidae. Gatunkiem typowym jest Hinzuanius insulanus.

## Występowanie
Przedstawiciele rodzaju występują głównie na wyspach u zachodnich wybrzeży Afryki, jak Madagaskar czy Komory.

## Systematyka
Opisano dotychczas 14 gatunków z tego rodzaju:
- Hinzuanius africanus Pavesi, 1883
- Hinzuanius comorensis (Roewer, 1949)
- Hinzuanius flaviventris (Pocock, 1903)
- Hinzuanius gracilis (Roewer, 1949)
- Hinzuanius indicus (Roewer, 1915)
- Hinzuanius insulanus Karsch, 1880
- Hinzuanius littoralis (Lawrence, 1959)
- Hinzuanius madagassis (Roewer, 1949)
- Hinzuanius mauriticus Roewer, 1927
- Hinzuanius milloti (Fage, 1946)
- Hinzuanius pardalis (Lawrence, 1959)
- Hinzuanius pauliani (Lawrence, 1959)
- Hinzuanius tenebrosus (Lawrence, 1959)
- Hinzuanius vittatus (Simon, 1885)